# Jaguar SS2
 (mai 2017).
Si vous disposez d'ouvrages ou d'articles de référence ou si vous connaissez des sites web de qualité traitant du thème abordé ici, merci de compléter l'article en donnant les références utiles à sa vérifiabilité et en les liant à la section « Notes et références ».
La SS2 ou Jaguar SS2 est un modèle d'automobile du constructeur britannique SS Cars Ltd (qui deviendra Jaguar en 1945).

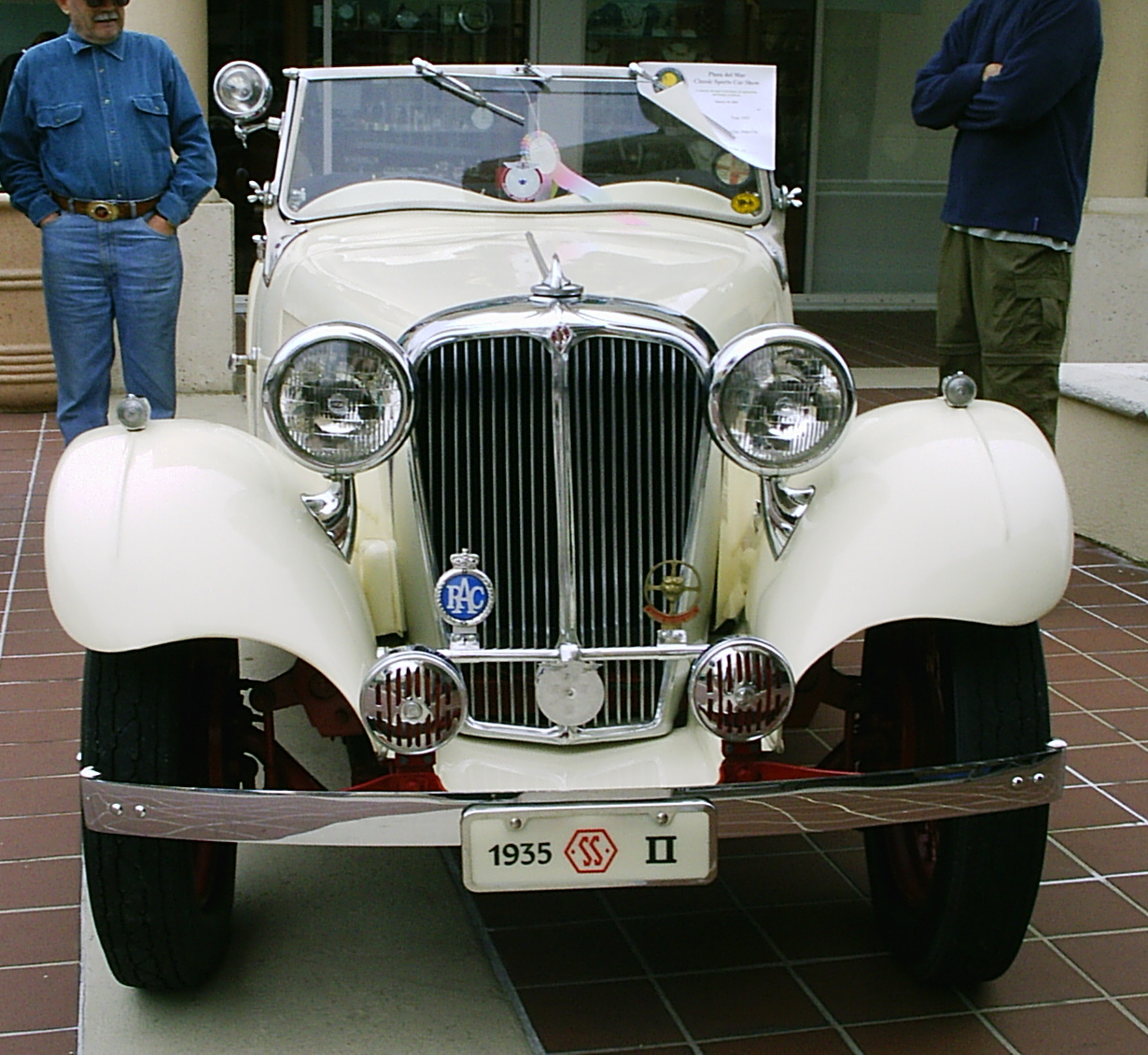
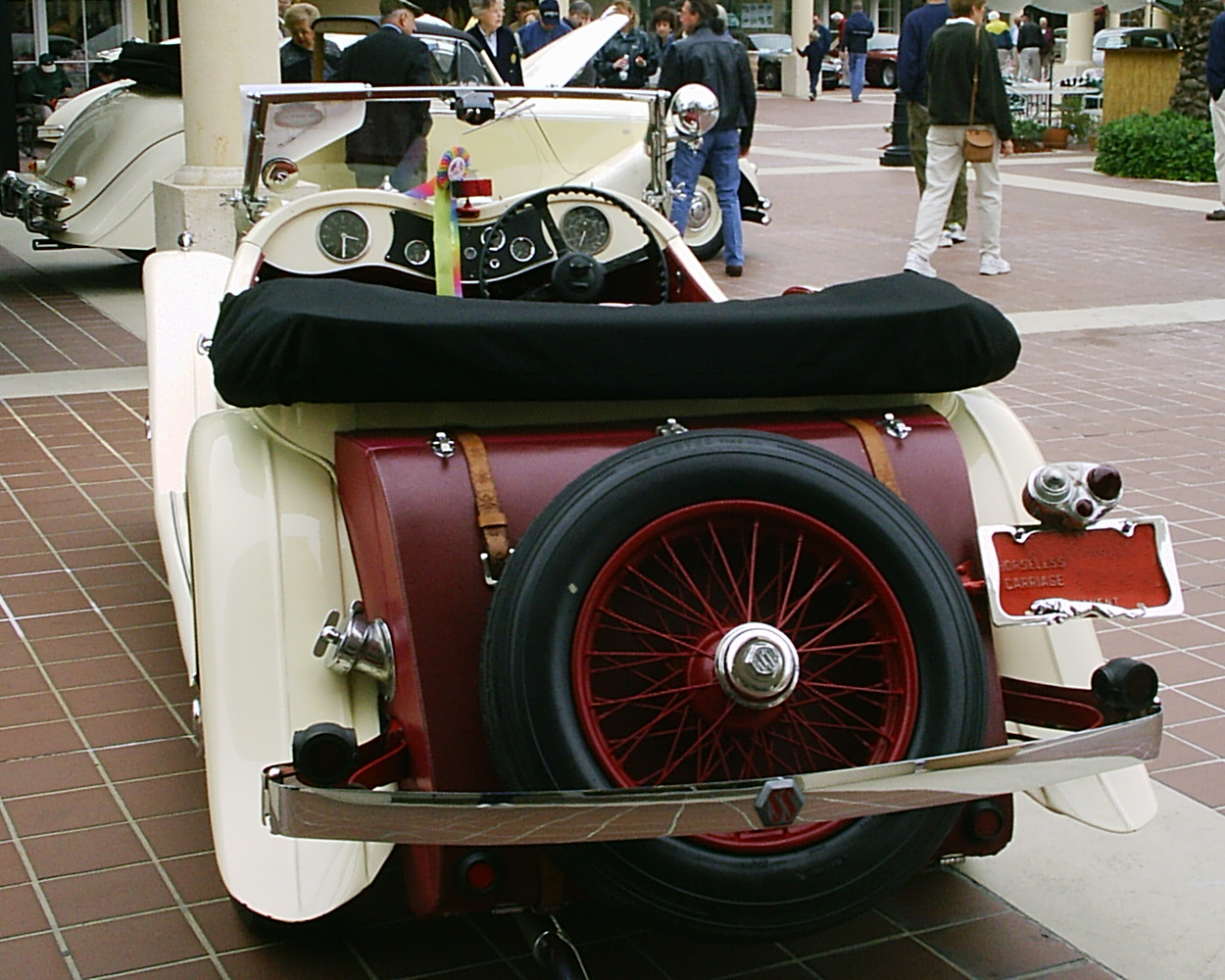